# Marvelous Party Tour
Marvelous Party Tour fue el tercer tour de los Jonas Brothers realizado en los Estados Unidos, fue para promocionar su álbum Jonas Brothers. El tour comenzó el 25 de junio de 2007 en Nashville TN, y finalizó luego de 46 shows el 21 de octubre de 2007 en Columbia SC.

## Fechas
| Día                      | Locación              | Lugar                           |
| ------------------------ | --------------------- | ------------------------------- |
| 25 de junio de 2007      | Lodi, NJ              | Felician College                |
| 27 de junio de 2007      | Nashville, TN         | Ryman Auditorium                |
| 28 de junio de 2007      | Eureka, MO            | Six Flags (Saint Louis)         |
| 29 de junio de 2007      | Pleasanton, CA        | Alameda County Fair             |
| 30 de junio de 2007      | Del Mar, CA           | San Diego County Fair           |
| 2 de julio de 2007       | Cleveland, OH         | House of Blues                  |
| 5 de julio de 2007       | Jackson, NJ           | Six Flags Great Adventure       |
| 6 de julio de 2007       | Cohasset, MA          | South Shore Music Circus        |
| 7 de julio de 2007       | Westbury, NY          | North Fork Theatre              |
| 9 de julio de 2007       | Myrtle Beach, SC      | House of Blues                  |
| 11 de julio de 2007      | Savannah, GA          | Johnny Mercer Theatre           |
| 12 de julio de 2007      | Austell, GA           | Six Flags Over Georgia          |
| 13 de julio de 2007      | Bessemer, AL          | Alabama Adventure               |
| 14 de julio de 2007      | Baton Rouge, LA       | Dixie Landin Theme Park         |
| 15 de julio de 2007      | Gurnee, IL            | Six Flags Great America         |
| 16 de julio de 2007      | Albuquerque, NM       | Kiva Auditorium                 |
| 17 de julio de 2007      | Tempe, AZ             | Marquee Theatre                 |
| 19 de julio de 2007      | Santa Rosa, CA        | Sonoma County Fair              |
| 21 de julio de 2007      | Stillwater, MN        | Lumberjack Days                 |
| 22 de julio de 2007      | Stillwater, MN        | Radio Disney Parade             |
| 24 de julio de 2007      | Tulsa, OK             | Tulsa Performing Arts Center    |
| 26 de julio de 2007      | Corpus Christi, TX    | Selena Auditorium               |
| 28 de julio de 2007      | Readington, NJ        | Festival of Ballooning          |
| 29 de julio de 2007      | Philadelphia, PA      | Penn's Landing Great Plaza      |
| 30 de julio de 2007      | Paso Robles, CA       | California Mid-State Fair       |
| 31 de julio de 2007      | West Hollywood, CA    | The Roxy Theatre                |
| 2 de agosto de 2007      | Bowie, MD             | Six Flags America               |
| 3 de agosto de 2007      | Providence, RI        | Lupo’s                          |
| 4 de agosto de 2007      | Uncasville, CT        | Mohegan Sun Arena               |
| 5 de agosto de 2007      | Atlantic City, NJ     | Atlantic City Outlets, The Walk |
| 6 de agosto de 2007      | New York, NY          | Gramercy Theater                |
| 7 de agosto de 2007      | New York, NY          | Gramercy Theater                |
| 9 de agosto de 2007      | Agawam, MA            | Six Flags New England           |
| 11 de agosto de 2007     | Sparta, KY            | Kentucky Speedway               |
| 13 de agosto de 2007     | Indianapolis, IN      | Indiana State Fair              |
| 14 de agosto de 2007     | Greensburg, PA        | Palace Theater                  |
| 16 de agosto de 2007     | Poughkeepsie, NY      | The Chance                      |
| 17 de agosto de 2007     | Altamont, NY          | Altamont Fair                   |
| 19 de agosto de 2007     | San Juan, Puerto Rico | Centro de Bellas Artes          |
| 23 de agosto de 2007     | Ocean Grove, NJ       | Bash at the Beach               |
| 1 de septiembre de 2007  | Valdosta, GA          | Wild Adventures                 |
| 23 de septiembre de 2007 | Puyallup, WA          | Puyallup Fair                   |
| 7 de octubre de 2007     | Mechanicsville, VA    | Virginia State Fair             |
| 8 de octubre de 2007     | Dallas, TX            | State Fair of Texas             |
| 9 de octubre de 2007     | Perris, CA            | Southern California Fair        |
| 14 de octubre de 2007    | Perry, GA             | Georgia National Fair           |
| 15 de octubre de 2007    | Columbia, SC          | South Carolina State Fair       |

| Lista de canciones |
| --- |
| 1. Kids Of The Future 2. Just Friends 3. SOS 4. Goodnight And Goodbye 5. Hello Beautiful 6. Australia 7. That's Just The Way We Roll 8. Hollywood 9. Inseparable 10. Still Love The With You 11. Hold On 12. Year 3000 |